# Van Wijk (Mondkrater)
Van Wijk ist ein Einschlagkrater auf der Mondrückseite.
Der Krater liegt im Süden der erdabgewandten Seite, nordöstlich des großen Kraters Sikorsky und südwestlich des noch größeren Kraters Planck. In nördlicher Richtung trifft man auf den vergleichbar großen Kimura. 
Die Höhendifferenz zwischen Kraterwall und Kraterboden beträgt zirka 2,96 km.
Der Krater wurde 1970 von der IAU offiziell nach dem niederländischen Astronomen Uco van Wijk benannt.